# كلايف وودورد
كلايف وودورد (بالإنجليزية: Clive Woodward)‏ هو لاعب اتحاد الرغبي بريطاني، ولد في 6 يناير 1956 في إيلي في المملكة المتحدة.

## وصلات خارجية
- كلايف وودورد عل موقع إسبنسكروم (الإنجليزية)